# Gajdobra
Gajdobra (v srbské cyrilici Гајдобра, maďarsky Szépliget, doslova Krásný háj) je obec v Srbsku, v autonomní oblasti Vojvodina. Nachází se u hranice s Chorvatskem, nedaleko řeky Dunaj a města Bačka Palanka, pod nějž i administrativně spadá. V roce 2011 zde dle srbského sčítání lidu žilo 2578 obyvatel. Gajdobra patřila v minulosti k etnicky smíšeným městům především díky německému obyvatelstvu, které bylo ale v roce 1945 odsunuto a nahrazeno jihoslovany. V současné době má Gajdoba především význam z hlediska dopravy; obcí prochází železniční trať Novi Sad – Bogojevo, od níž se odpojuje do Bačky Palanky lokálka.